# Letis magna
Letis magna är en fjärilsart som beskrevs av Gmelin 1789. Letis magna ingår i släktet Letis och familjen nattflyn. Inga underarter finns listade i Catalogue of Life.